# 滤盆
滤盆是一种厨具用于沥干食物，如面条、捞饭、蔬菜等。 滤盆上被穿孔以使液体漏下，固体留在盆內。 
材质有铝、不锈钢、塑料、有机硅、陶瓷、搪瓷等。
单词colander来自拉丁语colum，意思是滤器。

## 图集

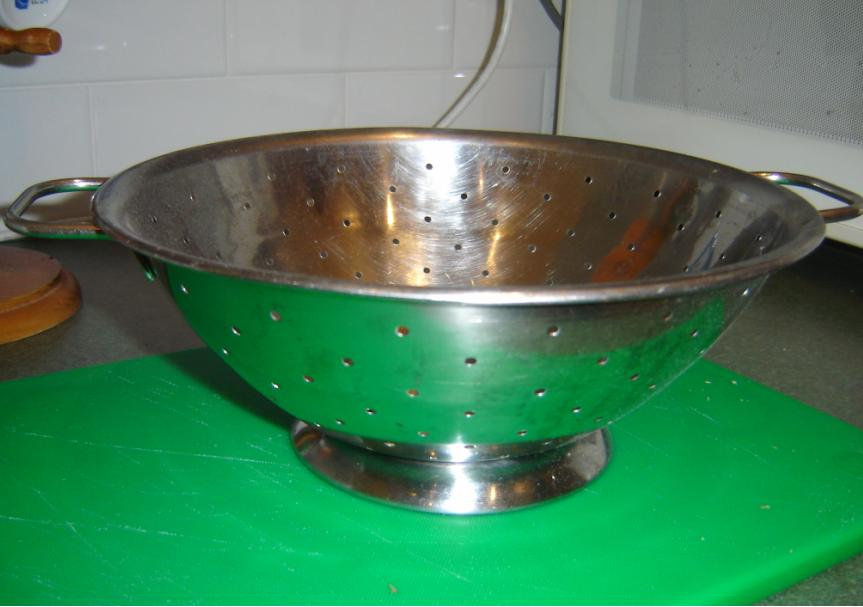
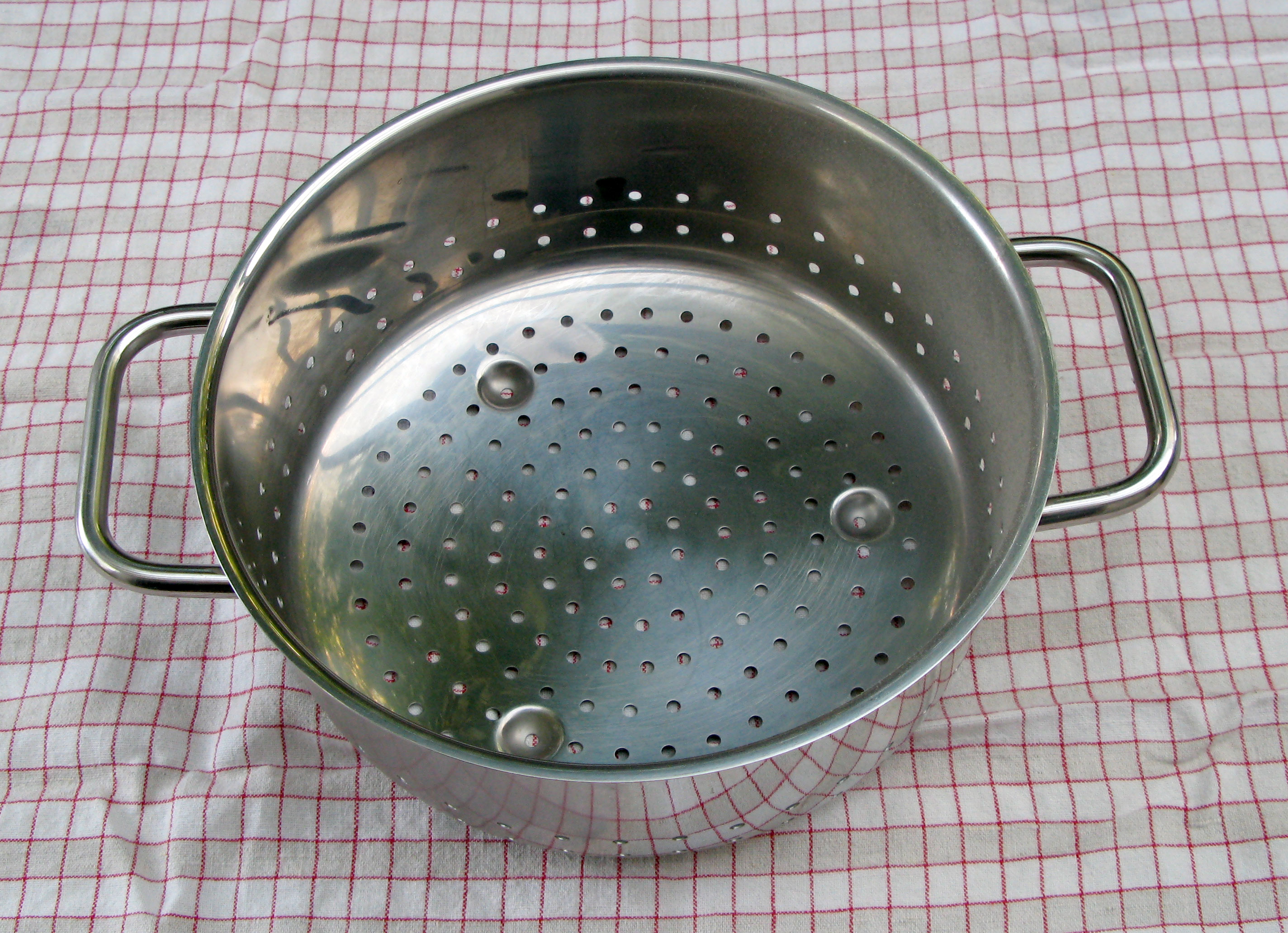
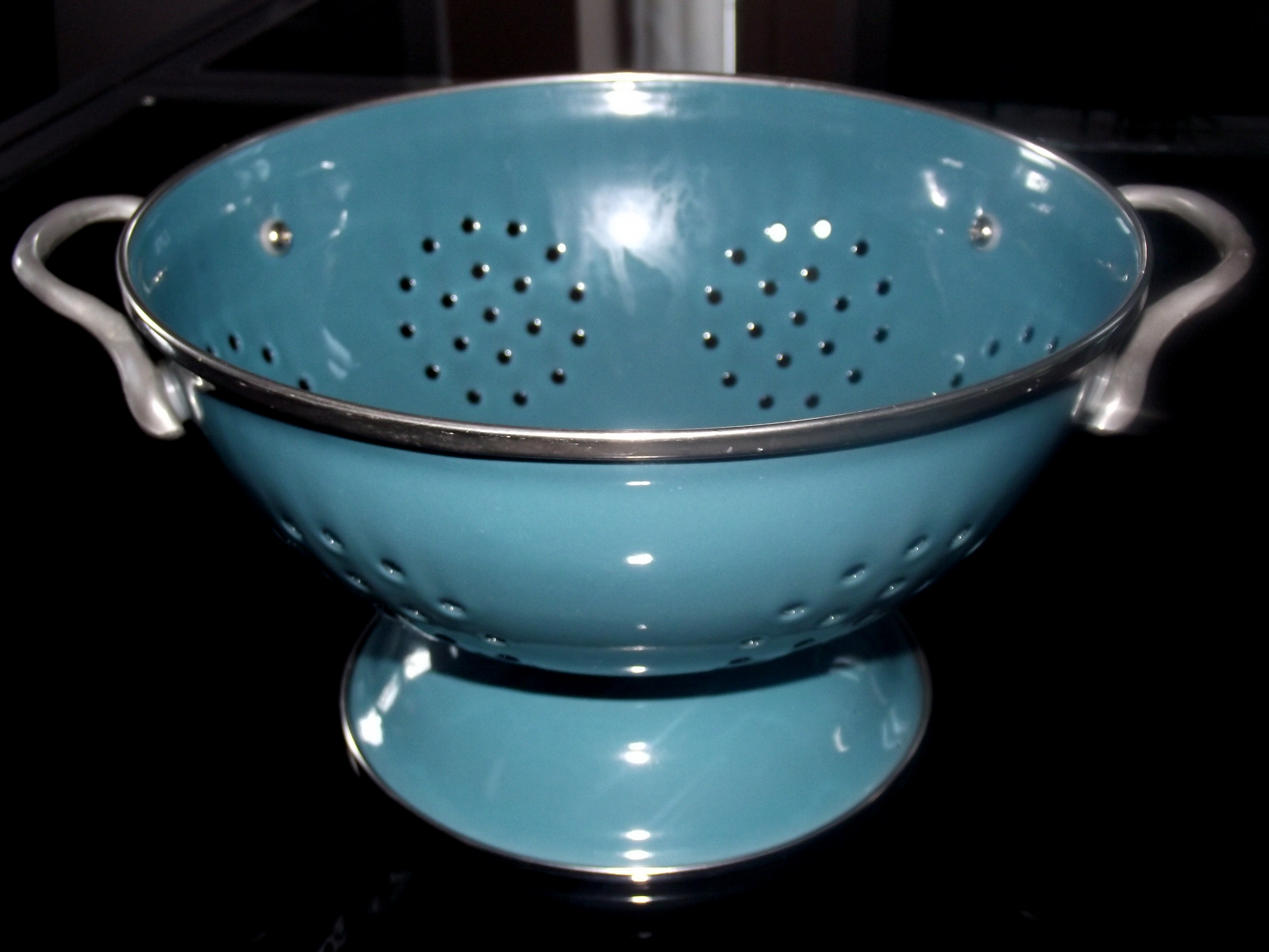
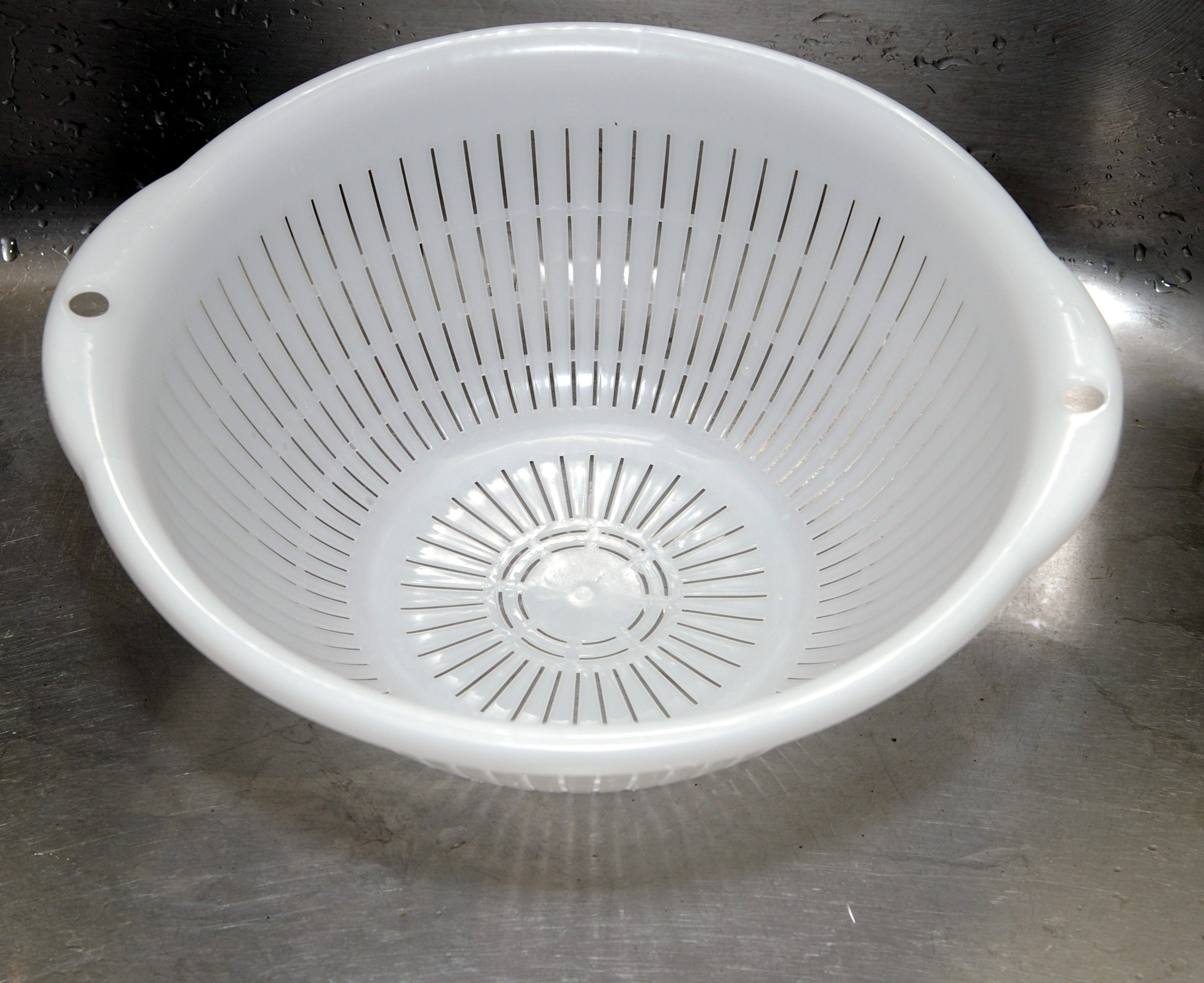
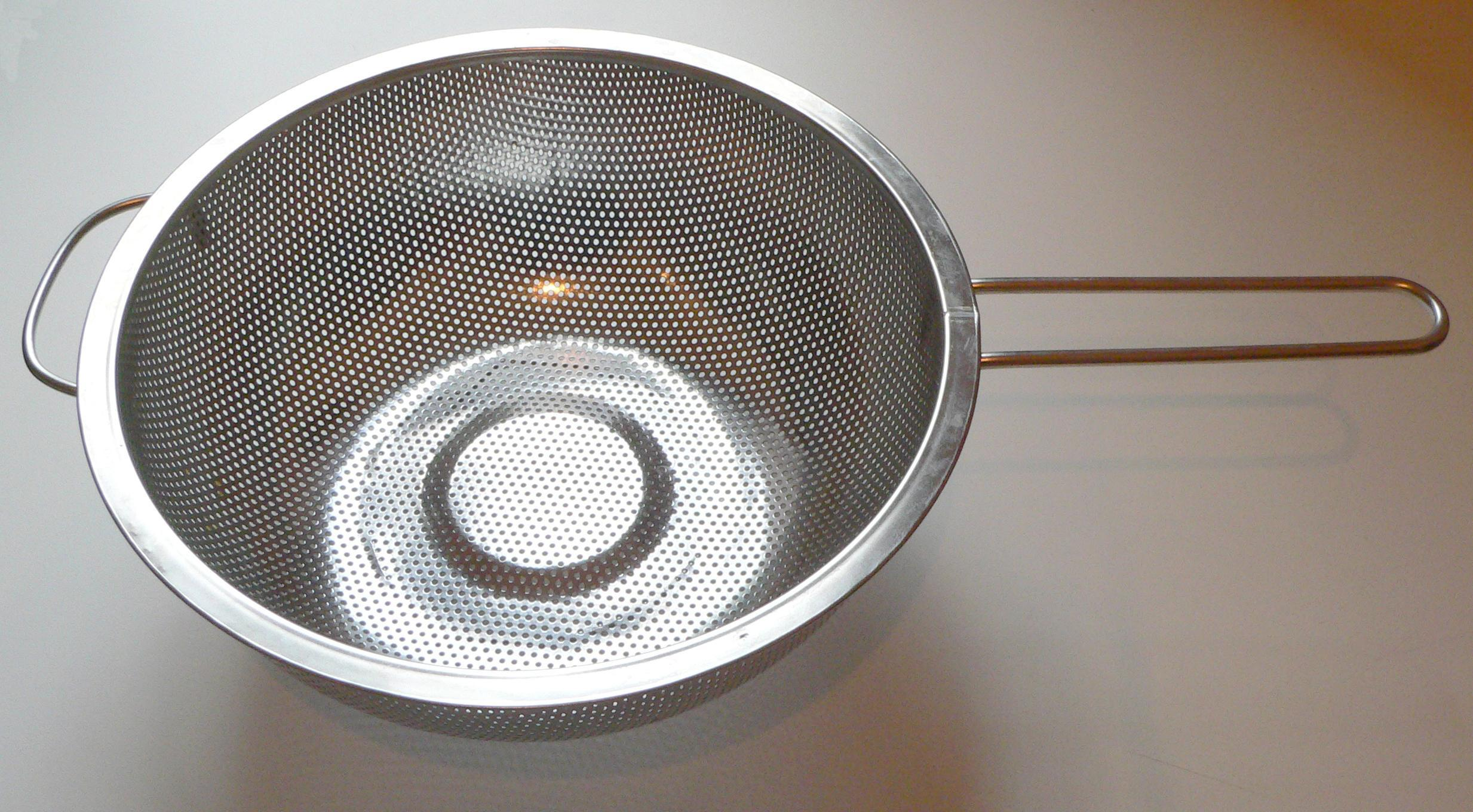
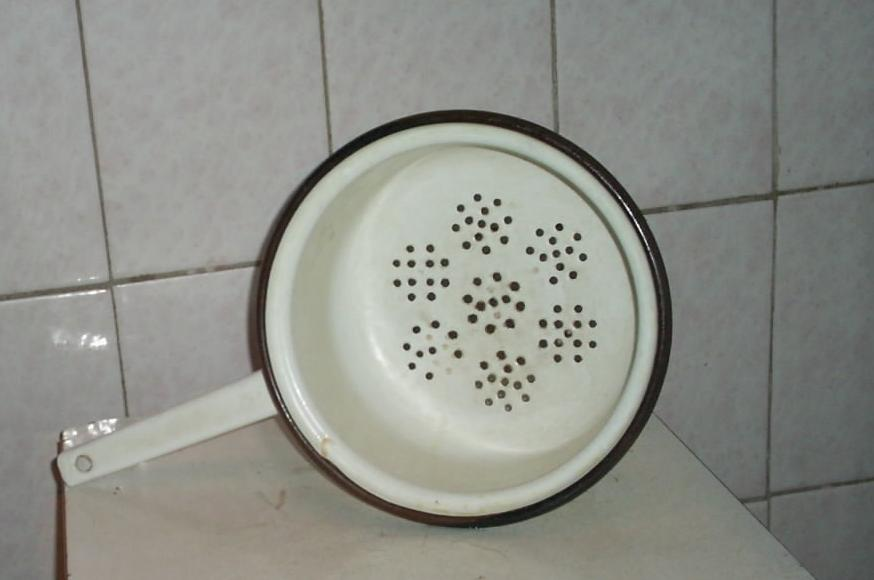
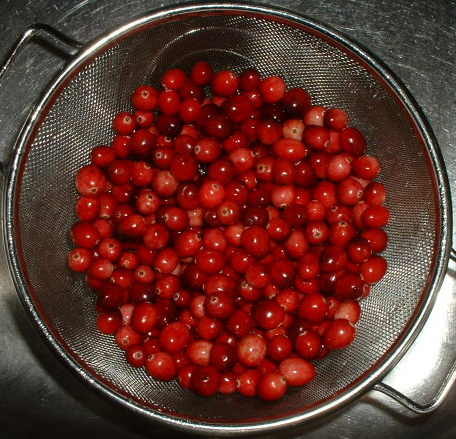
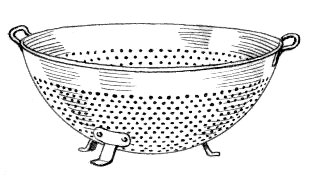

## 另見
- 筲箕